# Wiktoryja Kolb
Wiktoryja Alehauna Kolb (belarussisch Вікторыя Алегаўна Колб, engl. Transkription Viktoriya Kolb; * 26. Oktober 1993 in Baranawitschy) ist eine belarussische Kugelstoßerin.

## Sportliche Laufbahn
Erste internationale Erfahrungen sammelte Wiktoryja Kolb bei den 2010 erstmals ausgetragenen Olympischen Jugendspielen in Singapur. Dort belegte sie den sechsten Platz. 2011 schied sie bei den Junioreneuropameisterschaften mit 13,95 m in der Qualifikation aus. 2012 qualifizierte sie sich für die Juniorenweltmeisterschaften in Barcelona, bei denen sie in der Qualifikation ausschied.
Beim Europäischen Winterwerfercup 2014 wurde sie in der U23-Wertung Dritte, wie auch bei der Austragung 2015 in Portugal. In diesem Jahr feierte sie mit dem Gewinn der Goldmedaille bei den U23-Europameisterschaften in Tallinn ihren bis dato größten Erfolg. 2016 wurde sie beim Winterwerfercup Vierte in der allgemeinen Klasse. Zudem schied sie bei den Europameisterschaften in Amsterdam ein weiteres Mal in der Qualifikation aus. 2017 qualifizierte sich Kolb für die Halleneuropameisterschaften in Belgrad und schied dort mit 17,22 m in der Qualifikation aus. Wenige Wochen später wurde sie beim Werfercup in Spanien Sechste. Bei den Studentenweltspielen in Taipeh im August 2017 erreichte sie den achten Platz mit gestoßenen 16,58 m. Im Jahr darauf wurde sie bei den Europameisterschaften in Berlin mit einem Stoß auf 17,50 m im Finale Achte.

## Persönliche Bestleistungen
- Kugelstoßen: 18,16 m, 8. Juni 2018 in Brest
  - Halle: 18,30 m, 21. Dezember 2018 in Minsk
- Diskuswurf: 44,77 m, 28. April 2018 in Brest